# Rakousko na Letních olympijských hrách 1936
Rakousko na Letních olympijských hrách 1936 v německém Berlíně reprezentovalo 234 sportovců (217 mužů a 17 žen) v 19 sportech.

## Medailisté
| Medaile | Jméno | Sport      | Disciplína                 |
| ------- | --- | ---------- | -------------------------- |
| Zlato   | Gregor Hradetzky | Kanoistika | Muži K-1 10 000 m          |
| Zlato   | Gregor Hradetzky | Kanoistika | Muži K-1 1 000 m           |
| Zlato   | Adolf Kainz Alfons Dorfner | Kanoistika | Muži K-2 1 000 m           |
| Zlato   | Robert Fein | Vzpírání   | Muži lehká váha do 67,5 kg |
| Stříbro | Fritz Landertinger | Kanoistika | Muži K-1 10 000 m          |
| Stříbro | Rupert Weinstabl Karl Proisl | Kanoistika | Muži C-2 1000 m            |
| Stříbro | Viktor Kalisch Karl Steinhuber | Kanoistika | Muži K-2 10 000 m          |
| Stříbro | Edi Kainberger Ernst Kunz Martin Kargl Anton Krenn Karl Wallmüller Max Hofmeister Walter Werginz Adolf Laudon Klement Steinmetz Karl Kainberger Franz Fuchsberger Franz Mandl Josef Kitzmüller | Fotbal     | Turnaj mužů                |
| Stříbro | Franz Bartl Franz Berghammer Franz Bistricky Franz Brunner Johann Houschka Emil Juracka Ferdinand Kiefler Josef Krejci Otto Licha Friedrich Maurer Anton Perwein Siegfried Powolny Siegfried Purner Walter Reisp Alfred Schmalzer Alois Schnabel Ludwig Schuberth Johann Tauscher Jaroslav Volak Leopold Wohlrab Friedrich Wurmböck Johann Zehetner | Házená     | Turnaj mužů                |
| Stříbro | Josef Hasenöhrl | Veslování  | Muži skif                  |
| Bronz   | Rupert Weinstabl Karl Proisl | Kanoistika | Muži C-2 10 000 m          |
| Bronz   | Alois Podhajsky | Jezdectví  | Drezura - jednotlivci      |
| Bronz   | Ellen Preisová | Šerm       | Jednotlivci fleret         |